# Serin à gorge jaune
Crithagra flavigula
Espèce
Statut de conservation UICN

 EN B1ab(i,ii,iii); C2a(ii) : En danger
Synonymes
Serinus flavigula
Le serin à gorge jaune (Crithagra flavigula) est une espèce de passereaux appartenant à la famille des Fringillidae endémique d'Éthiopie.

## Distribution
Le site historique est une petite aire de seulement 30 km² dans la province de Choa dans le centre de l’Ethiopie (Kolla di Aigaber, Ambokarra, Melka Gebdu) mais deux autres localités dans le parc national Awash (mont Fantalle et Aliyu Amba-Dulecha) situées à 65 km au sud de Melka Gebdu ont récemment été ajoutées (Ottaviani 2011).

## Taxonomie
Son statut taxonomique a été très controversé ; considéré comme une simple variante de xanthopygius (Rand 1968), un hybride atrogularis (= xanthopygius) × dorsostriatus (Hall & Moreau 1970), une espèce distincte (Erard 1974), une espèce propre ou un mutant de xanthopygius  (Wolters 1980), une espèce propre mais très proche de S. xanthopygius (Sibley & Monroe 1990), une espèce distincte bien que très similaire à xantholaema, tout en réclamant des études plus approfondies, génétiques et de terrain (Atkins & Harvey 1996) et enfin comme formant une superespèce avec xantholaema (Fry & Keith 2004). Ce taxon se complique encore par la présence d’une population isolée sur le volcan Fantalle, décrite en détail par Atkins & Harvey (1996) et qui serait intermédiaire entre flavigula et xantholaema (Fry & Keith 2004).
Selon Ottaviani (2011), flavigula et xantholaema ne sont pas des mutants, encore moins des hybrides car ils sont isolés géographiquement et écologiquement. Les différences de proportions et de plumages militent plutôt en faveur d’un statut d’espèce distincte, la différence principale portant sur le dessin de la gorge avec persistance du croupion jaune. Il retient donc la thèse d’un ancêtre commun éthiopien de type atrogularis qui, au cours d’importants remaniements géologiques et climatiques, aurait subi un morcellement des populations et développé ces formes isolées comme l’avait suggéré Erard (1974). Par ailleurs, Ottaviani (2011) pense que flavigula descend en ligne directe de xanthopygius, le graphisme gulaire est très similaire, le jaune en plus pour flavigula.

## Habitat
Lors de la redécouverte de l’espèce à Melka Ghebdu en mars 1989, Ash & Gullick (1990) ont bien décrit l’habitat constitué d’une vallée longeant un petit cours d’eau à flanc de colline et en terrain particulièrement aride, rocailleux et escarpé. La végétation était composée d’acacias et d’autres arbres de quatre à six mètres de haut, très disséminés et parsemés de formations de buissons et de broussailles en alternance avec quelques parcelles de chaumes. Selon BirdLife International (2010), le serin à gorge jaune semble préférer les broussailles des déserts semi-arides, les savanes parsemées d’arbres, les fourrés denses sur les flancs rocailleux des collines et les zones herbeuses à touffes de Cymbopogon et à formations de Lavandula.

## Alimentation
Elle consiste en graines glanées sur le sol (en novembre) mais prélevée surtout sur les hautes touffes de plantes herbacées sèches comme Lavandula coronopifolia, labiacée (Fry & Keith 2004). D’autres plantes exploitées par l’espèce ont été rapportées par Ottaviani (2011), photos à l’appui, comme Parthenium hysterophorus, astéracée et Commelina subulata, commélinacée.

## Mœurs
Ash & Gullick (1990) ont observé l’envolée de trois individus d’une haute formation buissonneuse suivie, peu après, de l’arrivée de quatre autres sujets sur le même site de perchage. Ils étaient sans cesse en mouvement, peu tolérants envers l’homme et difficiles d’approche; restant perchés sur les rameaux extérieurs des arbres et des buissons sans chercher à se cacher mais répugnant manifestement à descendre au sol pour boire à un filet d’eau coulant au compte-gouttes où se concentraient d’autres espèces de serins.

## Voix
Le cri de contact est un sip répété deux-trois fois lors des petits vols effectués entre les différentes plantes exploitées. Le chant est une reprise des cris mais émis sur une sonorité plus musicale zeet ze ze zee avec une tonalité plus basse sur les deux notes centrales (Atkins & Harvey 1996).

## Nidification
Un mâle chantant a été observé à Melka Gebdu, début décembre et sur le mont Fantalle, en février. Un couple nourrissant des jeunes fraîchement emplumés a été vu, également sur le mont Fantalle, début janvier (Fry & Keith 2004). Selon Fry & Keith (2004), rien d’autre n’est connu sur la nidification, pourtant Jose Luis Vivero (BirdLife International 2010) signale qu’un nid a été découvert en 1993 au sommet d’un petit buisson d’acacia sur le bord du cratère du mont Fantalle dans le parc national Awash.

## Statut, menaces
La population est estimée entre 250 et 1000 individus avec une tendance à la régression et sur une aire de reproduction évaluée à 4600 km² (BirdLife International 2010). Selon l’EWNHS (1996), le site de Melka Ghebdu abrite une population réduite mais apparemment stable avec plus de 35 individus répertoriés sur le mont Fantalle. Classé actuellement en danger par BirdLife International (2010).

## Mesures de conservation
L’espèce habite le parc national mais ne jouit pas, paradoxalement, d’une protection particulière liée à ce site et il n’existe pas actuellement d’action de conservation in situ. En matière de mesures à prendre, des études de terrain sont nécessaires notamment celles portant sur les exigences écologiques (habitat, alimentation) et celles visant à déterminer si la population du parc est reliée à celle d’Aliyu Amba-Dulecha. Il convient aussi d’améliorer l’efficacité de la protection du parc et d’augmenter la superficie d’habitat approprié à l’espèce (BirdLife International 2010).